# Bandiții timpului
Bandiții timpului (în engleză Time Bandits) este un film britanic fantastic de aventuri de mister din 1981 regizat de Terry Gilliam, cu John Cleese, Sean Connery și Shelley Duvall în rolurile principale.
Gilliam se referă la Bandiții timpului ca fiind primul din Trilogia Imaginației („Trilogy of Imagination”), fiind urmat de Brazil (1985) și Aventurile Baronului Munchausen (1988).

## Distribuție
- Craig Warnock - Kevin[9]
- David Rappaport - Randall
- Kenny Baker - Fidgit
- Malcolm Dixon - Strutter
- Mike Edmonds - Og
- Jack Purvis - Wally
- Tiny Ross - Vermin
- Sean Connery - Agamemnon/Fireman
- David Warner - Evil
- Shelley Duvall - Pansy
- Ian Holm - Napoleon
- Michael Palin - Vincent
- Ralph Richardson - Supreme Being
- Peter Vaughan - Winston the Ogre
- Katherine Helmond - Mrs. Ogre
- John Cleese - Robin Hood
- Derek Deadman - Robert
- Jerold Wells - Benson
- David Daker - Trevor, Kevin's father
- Sheila Fearn - Diane, Kevin's mother
- Jim Broadbent - Compere
- Tony Jay (voice) - the Supreme Being
- Terence Bayler - Lucien
- Preston Lockwood - Neguy
- Derrick O'Connor - Redgrave
- Neil McCarthy - Marion
- Ian Muir - the Giant
- Myrtle Devenish - Beryl
- John Young - Reginald